# Nacionalismo negro

Bandera afroamericana.

El nacionalismo negro es un movimiento político y social surgido en oposición al multiculturalismo y que busca la creación de una nación negra, nacido a mediados del siglo XIX y que adquirió singular fuerza en los años 1960 y principios de los 70, principalmente entre los afroamericanos de Estados Unidos. El nacionalismo negro promueve la creación de comunidades cerradas donde se excluyen a cualquier persona no afrodescendiente con el fin de mantener la identidad afroestadounidense, reconociendo los orígenes como pueblo de origen africano. Algunos de sus lemas son Poder negro o Lo negro es bello. Algunas organizaciones y personalidades asociadas con la consigna fueron Malcolm X, las Panteras Negras y el Ejército Negro de Liberación.

## Conceptos
El nacionalismo negro refleja la idea de que, en las sociedades racializadas, las personas de ascendencia africana diversa suelen ser tratadas como un único grupo racial, étnico y cultural (como los afroamericanos en los EE. UU. o los británicos negros en el Reino Unido).  Debido a una historia compartida de opresión y una cultura distintiva moldeada por esa historia, el nacionalismo negro sostiene que los negros en la diáspora africana forman una nación distinta (o múltiples naciones distintas) y por lo tanto tienen derecho a la representación o al autogobierno.  Por lo tanto, los nacionalistas negros buscan adquirir poder político y económico para mejorar la calidad de vida y las libertades de los negros colectivamente. 
Los nacionalistas negros tienden a creer en la autosuficiencia y la autonomía de los negros, en la solidaridad entre ellos como nación y en el orgullo por los logros y la cultura de los negros, a fin de superar los efectos de la desigualdad institucionalizada, el odio a sí mismo y el racismo internalizado. 
Las raíces del nacionalismo negro se remontan a la época del comercio transatlántico de africanos esclavizados, cuando algunos africanos esclavizados se rebelaron o formaron asentamientos negros independientes (como los cimarrones), libres del control europeo. En el siglo XIX, afroamericanos como Paul Cuffe y Martin Delany llamaron a los negros libres y fugitivos a emigrar a África para ayudar a establecer naciones independientes.  A principios del siglo XX, el activista jamaiquino Marcus Garvey se mudó a los EE. UU. e inspirado por el sionismo y la independencia irlandesa, promovió ideas nacionalistas negras y panafricanas, que colectivamente se conocieron como garveyismo. 
Las ideas nacionalistas negras modernas se fusionaron como un movimiento distinto durante la era de la segregación racial en Estados Unidos, como respuesta a siglos de supremacía blanca institucionalizada, la discriminación que los afroamericanos experimentaron como resultado y los fracasos percibidos del movimiento no violento por los derechos civiles de la época.  Después del asesinato de Malcolm X en 1965, el movimiento nacionalista negro ganó cada vez más fuerza en varias comunidades afroamericanas. La idea de regresar a África perdió popularidad y dio paso a la idea de que los negros constituían una "nación dentro de una nación" y, por lo tanto, debían buscar mejores derechos y poder político dentro de un Estados Unidos multicultural. 
Los nacionalistas negros a menudo lucharon contra el racismo, el colonialismo y el imperialismo,  e influyeron en la Organización de Unidad Afroamericana, el Partido Pantera Negra, el Black Islam y el movimiento Black Power. 

### Nacionalismo negro, separatismo negro y supremacía negra
Existen similitudes entre el separatismo negro y el nacionalismo negro, ya que ambos abogan por los derechos civiles de los negros. Mientras que los separatistas negros creen que los negros deberían estar separados físicamente de las otras razas, principalmente de los blancos, el nacionalismo negro se centra principalmente en los derechos civiles, la autodeterminación y la representación democrática. 
Estas dos ideologías también pueden superponerse como "nacionalismo separatista", que generalmente se manifiesta en la creencia en una secesión literal o metafórica de la sociedad estadounidense blanca, y es especialmente popular entre aquellos que se han desilusionado con la "igualdad racial estadounidense diferida". En este esquema, el nacionalismo negro sin separatismo negro se llama "nacionalismo cultural". El nacionalismo separatista a menudo rechaza la integración en la sociedad blanca (lo que puede extenderse al rechazo de los sistemas políticos existentes) y prefiere organizar estructuras alternativas. Sin embargo, el nacionalismo negro a menudo se centra en el compromiso con las estructuras sociales y políticas para lograr cambios, por ejemplo intentando elegir representantes negros a nivel local y nacional. El nacionalismo cultural negro tiene un apoyo más amplio entre los afroamericanos que el nacionalismo separatista; este último es más popular entre los hombres jóvenes y las personas de menor nivel económico. Entre los ejemplos de organizaciones separatistas negras se incluyen la Nación del Islam y el Nuevo Partido Pantera Negra. 
Los nacionalistas negros a menudo rechazan la confusión con la supremacía negra, así como las comparaciones con los supremacistas blancos, caracterizando su movimiento como una reacción antirracista a la supremacía blanca y al liberalismo blanco daltónico como racista.  Además, mientras que el nacionalismo blanco a menudo busca mantener o restablecer sistemas de dominio de la mayoría blanca, el nacionalismo negro, en cambio, busca desafiar la supremacía blanca a través de mayores derechos civiles y representación (o independencia) para los negros como una minoría oprimida.  Según el Southern Poverty Law Center, los grupos nacionalistas negros tienen "poco o ningún impacto en la política dominante y no tienen defensores en los altos cargos", a diferencia de los supremacistas blancos. 

### Nacionalismo negro revolucionario
El nacionalismo negro también puede dividirse en nacionalismo negro revolucionario o reaccionario. El nacionalismo negro revolucionario combina el  nacionalismo cultural con el socialismo científico para lograr la autodeterminación negra. Los defensores del nacionalismo negro revolucionario dicen que rechaza todas las formas de opresión, incluida la explotación de clase bajo el capitalismo.  Las organizaciones nacionalistas negras revolucionarias como el Partido Pantera Negra y el Movimiento de Acción Revolucionaria también adoptaron un conjunto de políticas anticolonialistas inspiradas en los escritos de notables teóricos revolucionarios, entre ellos Frantz Fanon, Mao Zedong y Kwame Nkrumah.  En palabras de Ahmad Muhammad (antes conocido como Max Stanford), presidente nacional del Movimiento de Acción Revolucionaria:

"Somos nacionalistas negros revolucionarios que no nos basamos en ideas de superioridad nacional, sino que luchamos por la justicia y la liberación de todos los pueblos oprimidos del mundo... No puede haber libertad mientras los negros sigan oprimidos y los pueblos de África, Asia y América Latina sigan oprimidos por el imperialismo yanqui y el neocolonialismo. Después de cuatrocientos años de opresión, nos damos cuenta de que la esclavitud, el racismo y el imperialismo están todos interrelacionados y que la libertad y la justicia para todos no pueden coexistir pacíficamente con el imperialismo".

El profesor y autor Harold Cruse dijo que el nacionalismo negro revolucionario era una progresión necesaria y lógica respecto de otras ideologías izquierdistas, ya que los izquierdistas no negros no podían evaluar adecuadamente las condiciones materiales particulares de la comunidad negra y otros pueblos colonizados:

El nacionalismo revolucionario no ha esperado a que el pensamiento marxista occidental se pusiera al día con las realidades del mundo "subdesarrollado"... La liberación de las colonias antes de la revolución socialista en Occidente no es marxismo ortodoxo (aunque se lo pueda llamar maoísmo o castrismo). Mientras los marxistas estadounidenses no puedan lidiar con las implicaciones del nacionalismo revolucionario, tanto en el exterior como en el país, seguirán desempeñando el papel de revolucionarios por delegación.